# Алжир на летних Олимпийских играх 1988
Алжир принимал участие в Летних Олимпийских играх 1988 года в Сеуле (Республика Корея) в шестой раз за свою историю, но не завоевал ни одной медали. Страну представляли 40 мужчин и 2 женщины, принимавшие участие в соревнованиях по боксу, велоспорту, гандболу, дзюдо, лёгкой атлетике, теннису и тяжёлой атлетике.

## Бокс
Спортсменов — 6
| Спортсмен        | Категория | 1/32 финала            | 1/16 финала             | 1/8 финала                 | Четвертьфинал        | Полуфинал            | Финал                |
| Спортсмен        | Категория | Соперник и результат   | Соперник и результат    | Соперник и результат       | Соперник и результат | Соперник и результат | Соперник и результат |
| ---------------- | --------- | ---------------------- | ----------------------- | -------------------------- | -------------------- | -------------------- | -------------------- |
| Ясин Шейх        | 48 кг     | Хенри Мартинес Пор 0:5 | Не прошёл               | Не прошёл                  | Не прошёл            | Не прошёл            | Не прошёл            |
| Бенаисса Абед    | 51 кг     | -                      | Айсса Мукрим Поб 3:2    | Эммануэль Нсубуга Поб 3:2  | Андреас Тевс Пор 0:5 | Не прошёл            | Не прошёл            |
| Слиман Зенгли    | 54 кг     | Мануэль Гомеш Поб 5:0  | Жоилсон Сантана Поб 5:0 | Александр Артемьев Пор 0:5 | Не прошёл            | Не прошёл            | Не прошёл            |
| Аззедин Саид     | 60 кг     | Ламек Мбао Поб КО      | Шейкс Кубутсиле Поб RSC | Мохамед Хегази Пор 0:5     | Не прошёл            | Не прошёл            | Не прошёл            |
| Нуреддин Мезиане | 71 кг     | Абрар Хусейн Пор КО    | Не прошёл               | Не прошёл                  | Не прошёл            | Не прошёл            | Не прошёл            |
| Ахмед Дине       | 81 кг     | -                      | Золтан Фюзеши Пор 0:5   | Не прошёл                  | Не прошёл            | Не прошёл            | Не прошёл            |

## Велоспорт
Спортсменов — 2
Шоссе
Мужчины
| Спортсмен    | Вид             | Время   | Место |
| ------------ | --------------- | ------- | ----- |
| Мохамед Мир  | Групповая гонка | 4:32.56 | 39    |
| Себти Бензин | Групповая гонка | 4:43.15 | 95    |

## Гандбол
Спортсменов — 14
Мужчины
Состав команды
| Имя                   | Игры    | Мячи    |
| Вратари               | Вратари | Вратари |
| --------------------- | ------- | ------- |
| Мурат Буссеб          | 6       | 1       |
| Камел Учиа            | 6       | 0       |
| Полевые игроки        |         |         |
| Омар Аззеб            | 2       | 1       |
| Махлюф Аит Хосин      | 5       | 15      |
| Бегуаш Бен Али        | 6       | 7       |
| Абдельсалем Бенмесула | 6       | 11      |
| Махмуд Буаник         | 6       | 13      |
| Брахим Бурдрали       | 6       | 12      |
| Абдельхак Бухалисса   | 3       | 4       |
| Салах Бучекриу        | 6       | 6       |
| Асен Джеффал          | 5       | 8       |
| Абусафьян Драуси      | 2       | 0       |
| Фетнур Лашехеб        | 6       | 4       |
| Зинеддин Сегир        | 6       | 21      |

Групповой этап
| 20 сентября 1988 | Швеция                       | 21:18 | Алжир                                                                                                  |  |
| 20 сентября 1988 | Счёт по половинам: 14:9, 7:9 |       | |  |
| 20 сентября 1988 |                              | Голы  | Сегир - 5, Бурдрали - 3, Аит Хосин, Бен Али, Буаник - по 2, Аззеб, Бенмесула, Бучекриу, Джеффал - по 1 |  |

| 22 сентября 1988 | Исландия                      | 22:16 | Алжир                                                                                 |  |
| 22 сентября 1988 | Счёт по половинам: 11:8, 11:8 |       |                                                                                       |  |
| 22 сентября 1988 |                               | Голы  | Сегир - 4, Бенмесула - 3, Аит Хосин, Буаник, Бурдрали, Бухалисса - по 2, Бучекриу - 1 |  |

| 24 сентября 1988 | Югославия                       | 23:22 | Алжир |  |
| 24 сентября 1988 | Счёт по половинам: 10:11, 13:11 |       | |  |
| 24 сентября 1988 |                                 | Голы  | Аит Хосин, Бурдрали, Джефал - по 4, Бен Али - 3, Бенмесулла, Сегир - по 2, Буаник, Буссеб, Бучекриу - по 1 |  |

| 26 сентября 1988 | СССР                          | 26:13 | Алжир                                                                            |  |
| 26 сентября 1988 | Счёт по половинам: 13:5, 13:8 |       |                                                                                  |  |
| 26 сентября 1988 |                               | Голы  | Буаник - 5, Лашехеб, Сегир - по 2, Бен Али, Бенмесулла, Бухалисса, Джефал - по 1 |  |

| 28 сентября 1988 | Алжир | 20:17 | США |  |
| 28 сентября 1988 | Счёт по половинам: 10:8, 10:9                                                                            |       |     |  |
| 28 сентября 1988 | Аит Хосин, Бенмесулла, Сегир - по 3, Буалик, Бурдрали, Джефал, Лашехеб - по 2, Бен Али, Бухалисса - по 1 | Голы  |     |  |

Положение команд
| Место | Команда   | В | Н | П | МЗ  | МП  | МР  | Очки |
| ----- | --------- | - | - | - | --- | --- | --- | ---- |
| 1     | СССР      | 5 | 0 | 0 | 130 | 82  | +48 | 10   |
| 2     | Югославия | 3 | 1 | 1 | 116 | 109 | +7  | 7    |
| 3     | Швеция    | 3 | 0 | 2 | 106 | 91  | +15 | 6    |
| 4     | Исландия  | 2 | 1 | 2 | 96  | 102 | -6  | 5    |
| 5     | Алжир     | 1 | 0 | 4 | 89  | 109 | −20 | 2    |
| 6     | США       | 0 | 0 | 5 | 81  | 125 | −44 | 0    |

Матч за 9-10 места
| 30 сентября 1988 | Испания                      | 21:15 | Алжир                                                                      |  |
| 30 сентября 1988 | Счёт по половинам: 15:6, 6:9 |       |                                                                            |  |
| 30 сентября 1988 |                              | Голы  | Сегир - 5, Аит Хосин - 4, Бучекриу - 3, Бенмесула, Буаник, Бурдрали - по 1 |  |

## Дзюдо
Спортсменов — 5
| Спортсмен       | Категория   | 1/32                             | 1/16                         | 1/8                  | 1/4                  | 1/2                  | 1-й доп. раунд       | Утешит. четвертьфинал | Утешит. полуфинал    | За 3 место           | Финал                |
| Спортсмен       | Категория   | Соперник Результат               | Соперник Результат           | Соперник Результат   | Соперник Результат   | Соперник Результат   | Соперник Результат   | Соперник Результат    | Соперник Результат   | Соперник Результат   | Соперник Результат   |
| --------------- | ----------- | -------------------------------- | ---------------------------- | -------------------- | -------------------- | -------------------- | -------------------- | --------------------- | -------------------- | -------------------- | -------------------- |
| Али Идир        | До 60 кг    | -                                | Фил Такахаси поб иппон       | Йожеф Чак пор кока   | Закончил выступление | Закончил выступление | Закончил выступление | Закончил выступление  | Закончил выступление | Закончил выступление | Закончил выступление |
| Мезиан Дамани   | До 65 кг    | Драгомир Бечанович пор юсей-гачи | Закончил выступление         | Закончил выступление | Закончил выступление | Закончил выступление | Закончил выступление | Закончил выступление  | Закончил выступление | Закончил выступление | Закончил выступление |
| Мохамед Мериджа | До 71 кг    | -                                | Хоакин Руис порб юко         | Закончил выступление | Закончил выступление | Закончил выступление | Закончил выступление | Закончил выступление  | Закончил выступление | Закончил выступление | Закончил выступление |
| Риад Чабани     | До 86 кг    | -                                | Вильям Медина поб вазаари    | Фабьен Кану поб кока | Закончил выступление | Закончил выступление | Закончил выступление | Закончил выступление  | Закончил выступление | Закончил выступление | Закончил выступление |
| Буалем Милуди   | Свыше 95 кг |                                  | Стефано Вентурелли пор иппон | Закончил выступление | Закончил выступление | Закончил выступление | Закончил выступление | Закончил выступление  | Закончил выступление | Закончил выступление | Закончил выступление |

## Лёгкая атлетика
Спортсменов — 12
Мужчины
| Спортсмен             | Вид                    | Предварительный круг | Предварительный круг | Четвертьфинал | Четвертьфинал | Полуфинал | Полуфинал | Финал     | Финал     |
| Спортсмен             | Вид                    | Результат            | Место                | Результат     | Место         | Результат | Место     | Результат | Место     |
| --------------------- | ---------------------- | -------------------- | -------------------- | ------------- | ------------- | --------- | --------- | --------- | --------- |
| Мустафа Камель Сельми | 100м                   | 11,08                | 7                    | Не прошёл     | Не прошёл     | Не прошёл | Не прошёл | Не прошёл | Не прошёл |
| Мустафа Камель Сельми | 200м                   | 21,24                | 5                    | 21,26         | 7             | Не прошёл | Не прошёл | Не прошёл | Не прошёл |
| Реда Абденуз          | 800м                   | 1.47,67              | 4                    | 1.46,97       | 4             | 1.45,95   | 7         | Не прошёл | Не прошёл |
| Ахмед Белькессам      | 800м                   | 1.47,96              | 5                    | 1.46,93       | 5             | Не прошёл | Не прошёл | Не прошёл | Не прошёл |
| Рашид Крам            | 1500м                  | 3.39,90              | 6                    |               |               | 3.41,39   | 9         | Не прошёл | Не прошёл |
| Аллауа Хеллил         | Марафон                |                      |                      |               |               |           |           | 2:21.12   | 35        |
| Нуреддин Таджин       | 110м с барьерами       | 14,36                | 5                    | 14,35         | 8             | Не прошёл | Не прошёл | Не прошёл | Не прошёл |
| Аззедин Брахми        | 3000 м с препятствиями | 8.35,59              | 3                    |               |               | 8.16,54   | 1         | 8.26,68   | 13        |
| Абдельвахаб Фержен    | Ходьба 20 км           |                      |                      |               |               |           |           | 1:26.33   | 32        |
| Мохаммед Бухалла      | Ходьба 20 км           |                      |                      |               |               |           |           | 1:27.10   | 34        |
| Лофти Хайда           | Прыжки в длину         | 7,10                 | 29                   | Не прошёл     | Не прошёл     | Не прошёл | Не прошёл | Не прошёл | Не прошёл |
| Лофти Хайда           | Тройной прыжок         | 15,68                | 30                   | Не прошёл     | Не прошёл     | Не прошёл | Не прошёл | Не прошёл | Не прошёл |
| Хаким Тоуми           | Метание молота         | 65,78                | 26                   | Не прошёл     | Не прошёл     | Не прошёл | Не прошёл | Не прошёл | Не прошёл |

Женщины
| Спортсмен        | Вид   | Забег     | Забег | Полуфинал | Полуфинал | Финал     | Финал     |
| Спортсмен        | Вид   | Результат | Место | Результат | Место     | Результат | Место     |
| ---------------- | ----- | --------- | ----- | --------- | --------- | --------- | --------- |
| Хассиба Булмерка | 800м  | 2.03,33   | 5     | Не прошла | Не прошла | Не прошла | Не прошла |
| Хассиба Булмерка | 1500м | 4.08,33   | 9     | Не прошла | Не прошла | Не прошла | Не прошла |

## Теннис
Спортсменов — 1
Женщины
| Спортсмен    | Вид              | 1/32                           | 1/16          | 1/8           | Четвертьфинал | Полуфинал     | Финал         |
| Спортсмен    | Вид              | Соперник Счёт                  | Соперник Счёт | Соперник Счёт | Соперник Счёт | Соперник Счёт | Соперник Счёт |
| ------------ | ---------------- | ------------------------------ | ------------- | ------------- | ------------- | ------------- | ------------- |
| Уарда Бучабу | Одиночный разряд | Тине Шюер-Ларсен Пор. 0-6, 1-6 | Не прошла     | Не прошла     | Не прошла     | Не прошла     | Не прошла     |

## Тяжёлая атлетика
Спортсменов — 2
| Спортсмен      | Категория | Масса  | Рывок | Рывок | Рывок | Толчок | Толчок | Толчок | Всего | Место |
| Спортсмен      | Категория | Масса  | 1     | 2     | 3     | 1      | 2      | 3      | Всего | Место |
| -------------- | --------- | ------ | ----- | ----- | ----- | ------ | ------ | ------ | ----- | ----- |
| Азеддин Басбас | 56 кг     | 55,95  | 102.5 | 102.5 | 107.5 | 130    | 137.5  | 140    | 245   | 10    |
| Омар Юсфи      | 110 кг    | 108,55 | 140   | 147.5 | 147.5 | 170    | 180    | 185    | 320   | 14    |